# Danh sách di sản thế giới tại Đông Nam Á
Tổ chức Giáo dục, Khoa học và Văn hóa Liên Hợp Quốc (tiếng Anh: United Nations Educational, Scientific and Cultural Organization, gọi tắt là UNESCO) đã công nhận 37 địa danh là di sản thế giới tại 8 quốc gia ở Đông Nam Á bao gồm: Indonesia, Việt Nam, Thái Lan, Philippines, Malaysia, Singapore, Myanmar, Campuchia và Lào. Hai quốc gia trong khu vực cho đến nay chưa có di sản thế giới nào là Brunei và Đông Timor.
Indonesia là quốc gia có nhiều di sản được công nhận nhất với 9 địa danh, tiếp theo là Việt Nam có 8 di sản, Philippines có 6, Thái Lan có 5, Malaysia có 4, Campuchia và Lào đều có 2, Myanmar và Singapore có 1 di sản. Các địa danh đầu tiên trong khu vực được công nhận là Di sản thế giới tại phiên họp thứ 15 của Ủy ban Di sản Thế giới vào năm 1991. Di sản mới được công nhận nhất là Vườn bách thảo ở Singapore, được ghi trong phiên họp lần thứ 39 của Ủy ban ở Bonn, Đức vào tháng 7 năm 2015. Đông Nam Á hiện có 23 di sản văn hóa, 13 di sản tự nhiên, và 1 di sản hỗn hợp duy nhất là Quần thể danh thắng Tràng An.
Ủy ban Di sản thế giới cũng xác định các di sản có nguy cơ bị đe dọa hoặc bị phá hủy bị đặt trong danh sách Di sản thế giới bị đe dọa. Tại Đông Nam Á hiện nay có Di sản rừng mưa nhiệt đới ở Sumatra hiện đang bị liệt kê trong danh sách đó. Hai di sản trước đây cũng từng bị đặt trong danh sách là Angkor của Campuchia và Ruộng bậc thang của Philippine Cordilleras nhưng đã được gỡ bỏ khỏi trạng thái bị đe dọa lần lượt vào năm 2004 và 2012.

## Vị trí
Dưới đây là vị trí của các di sản thế giới tại Đông Nam Á.
Xanh lá  -  Thiên nhiên; Vàng -  Văn hóa; Xanh lam   - Hỗn hợp; Đỏ    -  Bị đe dọa

## Danh sách
Dưới đây là danh sách 36 di sản thế giới hiện hữu tại 9 quốc gia trong khu vực Đông Nam Á.
| Địa danh                                                                                     | Hình ảnh | Vị trí | Tiêu chuẩn                            | Diện tích ha (mẫu Anh)             | Năm công nhận | Mô tả | Tham khảo         |
| -------------------------------------------------------------------------------------------- | --- | --- | ------------------------------------- | ---------------------------------- | ------------- | --- | ----------------- |
| Angkor                                                                                       | Tàn tích của một cấu trúc lớn với năm tháp chính.                                                                   | Xiêm Riệp, Campuchia · 13°26′B 103°50′Đ / 13,433°B 103,833°Đ                                                                     | Văn hóa: (i), (ii), (iii), (iv)       | 40.000                             | 1992          | Angkor là một trong những địa điểm khảo cổ quan trọng nhất ở Đông Nam Á. Trải dài trên khoảng 401 km2, tương đương với 40.000 ha nằm trong các khu rừng, Angkor là công viên khảo cổ học, thủ đô của Đế quốc Khmer từ thế kỷ thứ 9 đến thế kỷ 15. Quần thể này bao gồm các đền đài nổi tiếng như Angkor Wat và Angkor Thom, đền Bayon với vô số đồ trang trí và họa tiết điêu khắc. UNESCO đã thiết lập một chương trình trên phạm vi rộng để bảo vệ Angkor và môi trường xung quanh, một địa danh mang tính biểu tượng này. Quần thể di tích này đã được liệt kê như một di sản đang bị đe dọa trong thời gian bất ổn chính trị, sau cuộc nội chiến trong những năm 1980 đến 2004. | [ 7 ] [ 8 ] [ 9 ] |
| Di sản khảo cổ tại thung lũng Lenggong                                                       | Thung lũng Lenggong.                                                                                                | Perak, Malaysia · 5°4′B 100°58′Đ / 5,067°B 100,967°Đ                                                                             | Văn hóa: (iii), (iv)                  | 399 (990)                          | 2012          | Di sản bao gồm bốn địa điểm khảo cổ trong hai cụm, trong đó có hóa thạch có niên đại gần hai triệu năm. Các địa điểm khảo cổ ở khu vực ngoài trời và hang động với các xương hóa thạch, công cụ đồ đá cũ, bằng chứng về công nghệ sớm trong lịch sử loài người. | [ 10 ]            |
| Địa điểm khảo cổ Ban Chiang                                                                  | Vase with red and white design.                                                                                     | Udon Thani, Thái Lan · 17°32′55″B 103°47′23″Đ / 17,54861°B 103,78972°Đ                                                           | Văn hóa: (iii)                        | 64 (160)                           | 1992          | Ban Chiang được coi là di chỉ khảo cổ thời tiền sử quan trọng nhất cho đến nay được phát hiện ở Đông Nam Á. Nó là trung tâm của sự tiến hóa văn hóa, xã hội, và công nghệ của con người trong thiên niên kỷ thứ 5 trước Công nguyên, xảy ra một cách độc lập trong lĩnh vực này ở Đông Nam Á và lan truyền rộng rãi ra toàn bộ khu vực, nó đánh dấu một giai đoạn quan trọng trong sự phát triển văn hóa, xã hội và công nghệ của con người. Ban Chiang đưa ra các bằng chứng sớm nhất của nông nghiệp trong khu vực và trong sản xuất, sử dụng kim loại. | [ 11 ]            |
| Các nhà thờ kiểu Baroque của Philippines                                                     | Interior of a church with white walls and coffered ceiling.                                                         | Manila; Santa Maria, Ilocos Sur; Paoay, Ilocos Norte và Miag-ao, Iloilo; Philippines · 14°35′24″B 120°58′12″Đ / 14,59°B 120,97°Đ | Văn hóa: (ii), (iv)                   | —                                  | 1993          | Bốn nhà thờ được xây dựng bởi những người Tây Ban Nha vào cuối thế kỷ 16. Phong cách kiến trúc độc đáo của họ tái hiện phong cách Baroque châu Âu bởi những người thợ thủ công từ Trung Quốc và Philippines. Cho đến nay, các nhà thờ vẫn là nơi tổ chức các nghi lễ, nghi thức. | [ 12 ]            |
| Quần thể đền đài Borobudur                                                                   | A terraced pyramid like structure with a stupa on top.                                                              | Magelang, Trung Java Indonesia · 7°36′28″N 110°12′13″Đ / 7,60778°N 110,20361°Đ                                                   | Văn hóa: (i), (ii), (vi)              | —                                  | 1991          | Ngôi chùa Phật nổi tiếng này có niên đại từ thế kỷ 8 tới thứ 9, nằm ở trung Java. Công trình xây dựng gồm 3 tầng tháp: dưới cùng là kim tự tháp bậc thang với năm hình vuông đồng tâm, thân là một hình nón với ba đường tròn, và phía trên là một bảo tháp lớn hoành tráng. Các bức tường và lan can được trang trí bằng phù điêu tinh xảo. Tổng diện tích bề mặt lên tới 2.500 m2. Xung quanh các tầng đường tròn là 72 tháp chuông hình mắt cáo, từng tháp bên trong có một bức tượng của Đức Phật ngồi. Ngôi đền đã được phục hồi với sự giúp đỡ của UNESCO trong năm 1970. Ngày nay, nó là một trong những kỳ quan kiến trúc nổi tiếng ở châu Á và là điểm tham quan hấp dẫn khi tới Indonesia. | [ 13 ]            |
| Khu vực Trung tâm Hoàng thành Thăng Long - Hà Nội                                            | Kỳ đài Hà Nội. | Hà Nội, Việt Nam · 21°2′22″B 105°50′14″Đ / 21,03944°B 105,83722°Đ                                                                | Văn hóa: (ii), (iii), (vi)            | 18 (44); vùng đệm 108 (270)        | 2010          | Hoàng thành Thăng Long được xây dựng vào thế kỷ 11 bởi dưới triều đại nhà Lý, đánh dấu sự độc lập của Đại Việt. Nó được xây dựng trên phần còn lại của một pháo đài có niên đại dưới thời Bắc thuộc từ thế kỷ thứ 7, trên khu vực đất khai hoang được thoát nước trong vùng đồng bằng sông Hồng, Hà Nội ngày nay. Đây là trung tâm quyền lực chính trị cho khu vực trong gần 13 thế kỷ mà không bị gián đoạn. Các tòa nhà Hoàng thành và khu vực khảo cổ còn lại tại 18 Hoàng Diệu đã phản ánh một nền văn hóa ở châu Á, đại diện cho nền văn hóa lúa nước khu vực hạ lưu sông Hồng, tại ngã tư ảnh hưởng từ Trung Quốc ở phía Bắc và Vương quốc Champa cổ ở phía Nam. | [ 14 ]            |
| Thành nhà Hồ                                                                                 | Một cổng thành được ghép bằng các tảng đá.                                                                          | Tây Giai, Vĩnh Lộc, Thanh Hóa, Việt Nam · 20°4′41″B 105°36′17″Đ / 20,07806°B 105,60472°Đ                                         | Văn hóa: (ii), (iv)                   | 156 (390); vùng đệm 5.079 (12.550) | 2011          | Thành nhà Hồ được xây dựng vào đầu thế kỷ 14, là kinh đô nước Đại Ngu. Công trình được xây dựng theo nguyên tắc phong thủy, là minh chứng cho sự ra đời và phát triển của tân Nho giáo dưới triều đại nhà Hồ và ảnh hưởng ra khắp Đông Nam Á. Theo những nguyên tắc đó, một công trình đồ sộ bằng đá trên dãy núi Tường Sơn và Đốn Sơn giữa sông Mã và sông Bưởi. Đây là tòa thành kiên cố với kiến trúc độc đáo bằng đá có quy mô lớn hiếm hoi ở Việt Nam, có giá trị và độc đáo nhất, duy nhất còn lại ở Đông Nam Á và là một trong rất ít những thành lũy bằng đá còn lại trên thế giới. | [ 15 ]            |
| Quần thể di tích Cố đô Huế                                                                   | Staircase leading to a building of dark stone. A simple decorated gate is at the top of the staircase.              | Huế, Thừa Thiên Huế, Việt Nam · 16°28′10″B 107°34′40″Đ / 16,46944°B 107,57778°Đ                                                  | Văn hóa: (iii), (iv)                  | —                                  | 1993          | Thành lập như là thủ đô của nước Việt Nam thống nhất năm 1802, Huế không chỉ là trung tâm chính trị mà còn là trung tâm văn hóa và tôn giáo dưới triều Nguyễn cho đến năm 1945. Sông Hương chảy quanh co qua cố đô tạo ra một vẻ đẹp tự nhiên tuyệt vời. Đây là một ví dụ nổi bật của triết học phương Đông cổ đại nói chung và truyền thống Việt Nam nói riêng. | [ 16 ]            |
| Cảnh văn hóa của tỉnh Bali: Hệ thống canh tác Subak, biểu hiện của Triết học Tri Hita Karana | Ruộng bậc thang tại lối vào ngôi đền Gunung Kawi là minh chứng cho truyền thống canh tác Subak, Tampaksiring, Bali. | Bali Indonesia · 8°20′0″N 115°0′0″Đ / 8,33333°N 115°Đ                                                                            | Văn hóa: (ii), (iii), (v), (vi)       | 19,520 (48,23)                     | 2012          | Cảnh quan văn hóa được tạo thành bởi năm ruộng bậc thang và các đền thờ nước trên diện tích 19.500 ha. Các ngôi đền là trọng tâm của một hệ thống quản lý nước qua các con kênh và đập, được gọi là [[subak (thủy lợi)\|subak, được hình thành vào thế kỷ thứ 9. Ngoài ra là các Đền Hoàng gia Pura Taman Ayun được xây dựng thế kỷ 18, là dinh thự kiến trúc lớn nhất và ấn tượng nhất trên đảo. Các subak phản ánh khái niệm triết học của Tri Hita Karana, thể hiện sự hòa hợp tinh thần giữa thế giới con người và thiên nhiên. | 1194rev           |
| Quần thể rừng Dong Phaya Yen-Khao Yai                                                        | Thác nước trong rừng mưa nhiệt đới.                                                                                 | Saraburi, Nakhon Ratchasima, Nakhon Nayok, Prachinburi, Sa Kaeo và Buriram Thái Lan · 14°20′B 102°3′Đ / 14,333°B 102,05°Đ        | Thiên nhiên: (x)                      | 615.500 (1.521.000)                | 2005          | Quần thể rừng Dong Phayayen-Khao Yai kéo dài trên 230 km giữa Vườn quốc gia Ta Phraya trên biên giới Campuchia ở phía đông, và Vườn quốc gia Khao Yai ở phía tây. Di sản này là nhà của hơn 800 loài động vật, trong đó có 112 loài động vật có vú (trong đó có hai loài linh trưởng), 392 loài chim, 200 loài bò sát và lưỡng cư. Đó là vùng quan trọng có tầm quốc tế đối với việc bảo tồn các động vật có vú, chim và bò sát, trong đó có nhiều loài bị đe dọa trên toàn cầu và nguy cơ tuyệt chủng, 19 loài trong đó dễ bị tổn thương, 4 loài đang bị đe dọa, và một trong số đó là loài cực kỳ nguy cấp. Khu vực có chứa các hệ sinh thái rừng nhiệt đới quan trọng, cung cấp một môi trường sống cho sự tồn tại lâu dài của các loài. | [ 18 ]            |
| Vườn quốc gia Gunung Mulu                                                                    | Bình minh trên vườn quốc gia, giữa cảnh quan núi mù sương trong thung lũng.                                         | Bắc Sarawak, Borneo, Malaysia · 4°8′B 114°55′Đ / 4,133°B 114,917°Đ                                                               | Thiên nhiên: (vii), (viii), (ix), (x) | 52.864 (130.630)                   | 2000          | Là khu vực quan trọng với sự đa dạng sinh học cao và các tính năng núi đá vôi, vườn quốc gia Gunung Mulu trên đảo Borneo ở bang Sarawak là khu vực núi đá vôi nhiệt đới được nghiên cứu nhiều nhất trên thế giới. Nó có diện tích 52.864 ha bao gồm 17 khu vực thảm thực vật tự nhiên, với khoảng 3.500 loài thực vật bậc cao có mạch. Loài cọ ở đây đặc biệt phong phú, với 109 loài trong 20 chi. Vườn quốc gia được đặt theo tên của đỉnh núi Gunung Mulu, một sa thạch có đỉnh cao 2.377 mét. Ít nhất 295 km hang động đã được khám phá, cung cấp một cảnh quan ngoạn mục với thạch nhũ, cùng hàng triệu con dơi. Hang Sarawak dài 600 m, cao 415 m và rông 80 m, là một trong những hang động lớn nhất được biết đến trên thế giới. | [ 19 ]            |
| Vịnh Hạ Long                                                                                 | Các đảo đá vôi giữa biển.                                                                                           | Hạ Long, Quảng Ninh, Việt Nam · 20°54′B 107°6′Đ / 20,9°B 107,1°Đ                                                                 | Thiên nhiên: (vii), (viii)            | 150.000 (370.000)                  | 1994          | Vịnh Hạ Long là vịnh nhỏ nằm trong Vịnh Bắc Bộ, bao gồm 1.960 hòn đảo lớn nhỏ, tạo thành một cảnh quan các đảo đá vôi vô cùng ngoạn mục giữa biển. Do các hòn đảo dốc nên hầu hết chúng đều không có người ở và không bị ảnh hưởng bởi sự hiện diện của con người. Danh lam thắng cảnh này còn nổi bật với tính đa dạng sinh học cao với các loài động thực vật đặc hữu, nhiều trong số đó chỉ có tại Hạ Long. | [ 20 ]            |
| Thành phố lịch sử Ayutthaya                                                                  | Tàn tích với các ngôi tháp.                                                                                         | Ayutthaya, Thái Lan · 14°20′52″B 100°33′38″Đ / 14,34778°B 100,56056°Đ                                                            | Văn hóa: (iii)                        | 289 (710)                          | 1991          | Thành lập năm 1350, Ayutthaya trở thành thủ đô thứ hai của Vương quốc Xiêm sau Sukhothai. Nó đã bị phá hủy bởi người Miến Điện trong thế kỷ 18. Tàn tích còn lại của nó đặc trưng bởi các prang (tháp di vật) huy hoàng trong quá khứ. Nằm không xa Bangkok, thành phố này là một địa điểm du lịch phổ biến cho đến ngày nay. | [ 21 ]            |
| Thị trấn lịch sử Sukhothai và các thị trấn lịch sử lân cận                                   | Bức tượng Phật lớn.                                                                                                 | Sukhothai và Kamphaeng Phet, Thái Lan · 17°0′26″B 99°47′23″Đ / 17,00722°B 99,78972°Đ                                             | Văn hóa: (i), (iii)                   | 11.852 (29.290)                    | 1991          | Sukhothai là thủ đô đầu tiên của Vương quốc Xiêm trong các thế kỷ 13 và 14. Nó có một số di tích tốt, minh họa cho sự khởi đầu của kiến trúc Thái Lan. Nền văn minh tuyệt vời đã phát triển tại Vương quốc Sukhothai hấp thu nhiều ảnh hưởng và truyền thống địa phương cổ đại. | [ 22 ]            |
| Thị trấn lịch sử Vigan                                                                       | Đường phố của các tòa nhà phong cách thuộc địa.                                                                     | Ilocos Sur, Philippines · 17°34′30″B 120°23′15″Đ / 17,575°B 120,3875°Đ                                                           | Văn hóa: (ii), (iv)                   | —                                  | 1999          | Được thành lập vào thế kỷ 16, Vigan là ví dụ bảo tồn tốt nhất của một thị trấn thuộc địa Tây Ban Nha ở châu Á. Kiến trúc của nó phản ánh các yếu tố văn hóa của nhiều quốc gia từ Philippines, Trung Quốc cho tới châu Âu, tạo ra một nền văn hóa và diện mạo mà không đồng thời có ở bất cứ nơi nào trong khu vực Đông và Đông Nam Á. | [ 23 ]            |
| Phố cổ Hội An                                                                                | Đường phố nổi bật với những dãy nhà cổ hai tầng mở.                                                                 | Hội An, Quảng Nam, Việt Nam · 15°53′0″B 108°20′0″Đ / 15,88333°B 108,33333°Đ                                                      | Văn hóa: (ii), (v)                    | 30 (74); vùng đệm 280 (690)        | 1999          | Đô thị cổ Hội An là một ví dụ đặc biệt về việc được bảo quản tốt của một thương cảng có niên đại từ thế kỷ 15 đến 19 ở Đông Nam Á. Các tòa nhà của nó và đường phố được quy hoạch phản ánh những ảnh hưởng kiến trúc xây dựng và văn hóa bản địa và nước ngoài, kết hợp để tạo ra di sản độc đáo này. Nó là một ví dụ đặc biệt của một thương cảng truyền thống ở Đông Nam Á đã được bảo tồn nguyên vẹn và cũng là thành phố duy nhất ở Việt Nam còn tồn tại nguyên vẹn theo phong cách truyền thống. | [ 24 ]            |
| Công viên Kinabalu                                                                           | Đỉnh Kinabalu với thác nước và các khu rừng nhiệt đới                                                               | Sabah, Borneo, Malaysia · 6°15′B 116°30′Đ / 6,25°B 116,5°Đ                                                                       | Thiên nhiên: (ix), (x)                | 75.370 (186.200)                   | 2000          | Công viên Kinabalu nằm ở bang Sabah tận cuối phía bắc của đảo Borneo, với địa hình chủ yếu là núi Kinabalu (cao 4.095 m), ngọn núi cao nhất giữa dãy Himalaya và New Guinea. Công viên có sự đa dạng của môi trường sống, từ đất thấp nhiệt đới và đồi rừng đến các khu rừng nhiệt đới trên núi, rừng phụ núi cao và cây bụi trên các vùng đất cao hơn. Kinabalu đã được công nhận là trung tâm đa dạng về các loài thực vật ở Đông Nam Á và đặc biệt là phong phú về loài thực vật từ Himalaya, Trung Quốc, Úc, Malaysia cũng như hệ thực vật nhiệt đới chảo. | [ 25 ]            |
| Vườn quốc gia Komodo                                                                         | Rồng Komodo trong vườn quốc gia Komodo, Indonesia.                                                                  | Đông Nusa Tenggara Indonesia · 8°33′N 119°29′Đ / 8,55°N 119,483°Đ                                                                | Thiên nhiên: (vii), (x)               | 219.322 (541.960)                  | 1991          | Những hòn đảo núi lửa thuộc vườn quốc gia là nơi sinh sống của khoảng 5.700 cá thể loài rồng Komodo, một loài thằn lằn khổng lồ. Chúng tồn tại không ở một nơi nào khác trên thế giới và là mối quan tâm lớn cho các nhà khoa học nghiên cứu về thuyết tiến hóa. Các sườn đồi gồ ghề là các thảo nguyên khô và tương phản với hệ thực vật xanh tươi với những bãi biển cát trắng rực rỡ, biển xanh và rạn san hô. | [ 26 ]            |
| Vườn quốc gia Lorentz                                                                        | A rocky mountain ridge.                                                                                             | Papua Indonesia · 4°45′N 137°50′Đ / 4,75°N 137,833°Đ                                                                             | Thiên nhiên: (vii), (ix), (x)         | 2.350.000 (5.800.000)              | 1999          | Vườn quốc gia Lorentz (2,35 triệu ha) là khu bảo tồn lớn nhất ở Đông Nam Á. Đây là khu vực được bảo vệ trên thế giới kết hợp liên tục, mặt cắt còn nguyên vẹn từ đỉnh núi phủ tuyết đến môi trường biển nhiệt đới, trong đó có các vùng đất ngập nước vùng đồng bằng rộng lớn. Nằm tại giao điểm của hai va chạm lục địa, khu vực có một địa chất phức tạp với sự hình thành núi đang diễn ra cũng như sự chia cắt của băng hà. Khu vực này có chứa hóa thạch cung cấp bằng chứng về sự tiến hóa của sự sống trên New Guinea. Vườn quốc gia có sự đa dạng và các loài đặc hữu cao. | [ 27 ]            |
| Melaka và George Town, các thành phố lịch sử bên eo biển Malacca                             | Cảnh thị trấn với những ngôi nhà màu đỏ ba tầng và một nhà thờ màu đỏ.                                              | Melaka và Penang, Bán đảo Mã Lai, Malaysia · 5°25′17″B 100°20′45″Đ / 5,42139°B 100,34583°Đ                                       | Văn hóa: (ii), (iii), (iv)            | 148 (370); vùng đệm 284 (700)      | 2008          | Melaka và George Town là những thành phố lịch sử đã phát triển hơn 500 năm buôn bán và giao lưu văn hóa giữa Đông và Tây bên eo biển Malacca. Những ảnh hưởng từ châu Á và châu Âu đã tạo ra cho hai thành phố với một di sản đa văn hóa cả về hữu hình và vô hình. Với các tòa nhà chính phủ, nhà thờ, quảng trường và công sự, Melaka tái hiện giai đoạn đầu lịch sử của vương quốc Malay thế kỷ 15 và thời kỳ thuộc địa Bồ Đào Nha và Hà Lan vào những năm đầu thế kỷ 16. Với các tòa nhà dân cư và thương mại, George Town đại diện cho thời đại của đế quốc Anh từ cuối thế kỷ 18. Cả hai tạo thành một bộ mặt kiến trúc và văn hóa độc đáo mà không cần bất cứ nơi nào ở Đông và Đông Nam Á có được. | [ 28 ]            |
| Thánh địa Mỹ Sơn                                                                             | Đống đổ nát của các tòa tháp bằng đá đỏ với các tác phẩm điêu khắc trong các hốc.                                   | Duy Phú, Duy Xuyên, Quảng Nam, Việt Nam · 15°31′0″B 108°34′0″Đ / 15,51667°B 108,56667°Đ                                          | Văn hóa: (ii), (iii)                  | 142 (350); vùng đệm 920 (2.300)    | 1999          | Giữa 4 và thế kỷ thứ 13 là một nền văn hóa độc đáo có nguồn gốc từ Ấn Độ giáo phát triển bên bờ biển của Việt Nam ngày nay. Điều này được minh họa qua phần còn lại của một loạt các đền tháp vô cùng ấn tượng nằm tại Mỹ Sơn, thủ đô tôn giáo và chính trị của Vương quốc Champa trong hầu hết thời gian tồn tại. | [ 29 ]            |
| Vườn quốc gia Phong Nha-Kẻ Bàng                                                              | Cảnh quan với sông và núi rừng.                                                                                     | Huyện Bố Trạch và Minh Hóa, Quảng Bình, Việt Nam · 17°32′14″B 106°9′5″Đ / 17,53722°B 106,15139°Đ                                 | Thiên nhiên: (viii)                   | 85.754 (211.900)                   | 2003          | Sự hình thành núi đá vôi tại Vườn quốc gia Phong Nha-Kẻ Bàng đã hình thành cách đây khoảng 400 triệu năm trước, do đó đây là khu vực núi đá vôi lớn lâu đời nhất ở châu Á. Sự thay đổi kiến tạo lớn, cảnh quan núi của vườn quốc gia phức tạp với nhiều tính năng địa hình có ý nghĩa đáng kể. Khu vực rộng lớn, kéo dài đến biên giới của nước Cộng hòa Dân chủ Nhân dân Lào, có địa hình ngoạn mục bao gồm 65 km là các hang động và sông ngầm. | [ 30 ]            |
| Quần thể đền thờ Prambanan                                                                   | Bố trí đối xứng của các tòa nhà bằng đá. Những mái dốc được trang trí bằng một số lượng lớn các tháp nhỏ.           | Trung Java Indonesia · 7°45′8″N 110°29′30″Đ / 7,75222°N 110,49167°Đ                                                              | Văn hóa: (i), (iv)                    | —                                  | 1991          | Được xây dựng vào thế kỷ thứ 10, đây là tổ hợp đền đài lớn nhất được xây dựng dành cho thần Shiva ở Indonesia. Tổ hợp có ba ngôi đền được trang trí bằng phù điêu minh họa sử thi của Ramayana, dành riêng cho ba vị thần Hindu lớn là thần Shiva, Vishnu và Brahma và ba ngôi đền dành riêng cho các loài động vật phục vụ các vị thần. | [ 31 ]            |
| Vườn quốc gia sông ngầm Puerto Princesa                                                      | Một dòng sông chảy vào trong hang động.                                                                             | Palawan, Philippines · 10°10′0″B 118°55′0″Đ / 10,16667°B 118,91667°Đ                                                             | Thiên nhiên: (vii), (x)               | 5.753 (14.220)                     | 1999          | Vườn quốc gia này có một cảnh quan núi đá vôi ngoạn mục với một dòng sông ngầm. Một trong những tính năng phân biệt của con sông là nó đổ trực tiếp ra biển, và nó chịu ảnh hưởng thủy triều. Khu vực này cũng đại diện cho một môi trường sống quan trọng cho việc bảo tồn tính đa dạng sinh học. Nơi đây có chứa một hệ sinh thái đầy đủ từ núi đến biển và có các khu rừng quan trọng nhất ở châu Á. Puerto Princesa cũng là một trong 7 kỳ quan thiên nhiên, sau cuộc thi được tổ chức bởi New7Wonders. | [ 32 ]            |
| Ruộng bậc thang của Philippine Cordilleras                                                   | Ngôi làng nhỏ giữa những thửa ruộng bậc thang.                                                                      | Ifugao, Vùng Cordillera, Philippines · 16°56′2″B 121°8′12″Đ / 16,93389°B 121,13667°Đ                                             | Văn hóa: (iii), (iv), (v)             | —                                  | 1995          | Di sản này đã được gỡ bỏ khỏi danh sách các di sản đang bị đe dọa vào năm 2012 do sự thành công trong những nỗ lực bảo tồn của chính phủ Philippines. Những ruộng bậc thang đã được sử dụng cách đây 2.000 năm, và là một ví dụ nổi bật của một tiến hóa, cảnh quan văn hóa sống. Di sản bao gồm 5 ruông bậc thang: (i) Ruộng bậc thang Nagacadan trong khu đô thị của Kiangan, một khu vực gồm hai thửa ruộng bậc thang bị chia cắt bởi một con sông, (ii) Ruộng bậc thang Hungduan xuất hiện giống như một mạng nhện (iii) Ruộng bậc thang Mayoyao được đặc trưng bởi những ruộng bậc thang xen kẽ với những ngôi nhà truyền thống và kho thóc (Alang) của nông dân; (iv) Ruộng bậc thang Bangaan nằm trong khu đô thị của Banaue là phông nền của làng nghề truyền thống tiêu biểu người Ifugao và, (v) Ruộng bậc thang Batad nằm ở đô thị của Banaue nép mình trong những ruộng bậc thang hình bán nguyệt giống như một nhà hát ngoài trời. | [ 33 ] [ 34 ]     |
| Di chỉ người tiền sử Sangiran                                                                | Phần trên của một hộp sọ hóa thạch với những chiếc răng.                                                            | Trung Java Indonesia · 7°24′0″N 110°49′0″Đ / 7,4°N 110,81667°Đ                                                                   | Văn hóa: (iii), (vi)                  | 5.600 (14.000)                     | 1996          | Các cuộc khai quật ở đây từ năm 1936-1941 đã phát hiện được các hóa thạch vượn người đầu tiên tại đây. Sau đó, 50 hóa thạch của Meganthropus palaeo và Pithecanthropus erectus được tìm thấy - chiếm một nửa của tất cả các hóa thạch vượn người được biết đến trên thế giới. Là nơi sinh sống của người tiền sử cách đây nửa triệu năm, Sangiran là một trong những địa danh quan trọng nhất cho sự tìm hiểu về quá trình tiến hóa của con người. | [ 35 ]            |
| Đền Preah Vihear                                                                             | Đống đổ nát của một tòa nhà bằng đá được xây dựng trên nền của tảng đá.                                             | Preah Vihear, Campuchia · 14°23′18″B 104°41′2″Đ / 14,38833°B 104,68389°Đ                                                         | Văn hóa: (i)                          | 155 (380); vùng đệm 2.643 (6.530)  | 2008          | Nằm trên các cạnh của một cao nguyên thống trị vùng đồng bằng của Campuchia, đền Preah Vihear được xây dựng dành riêng cho Shiva. Đền bao gồm một loạt các khu bảo tồn liên kết bởi một hệ thống gạch lát và cầu thang dài 800 m được xây dựng từ nửa đầu của thế kỷ thứ 11. Nơi này đặc biệt được bảo quản tốt, chủ yếu là do vị trí xa xôi của nó. Nó đã thể hiện về chất lượng kiến trúc xây dựng thích nghi được với môi trường tự nhiên và chức năng tôn giáo của ngôi đền, với những đồ trang trí bằng đá chạm khắc tinh xảo. | [ 36 ]            |
| Khu bảo tồn động vật hoang dã Thungyai-Huai Kha Khaeng                                       | Một dòng sông chảy qua khu vực núi rừng.                                                                            | Kanchanaburi, Tak và Uthai Thani (tỉnh) Thái Lan · 15°20′B 98°55′Đ / 15,333°B 98,917°Đ                                           | Thiên nhiên: (vii), (ix), (x)         | 622.200 (1.537.000)                | 1991          | Kéo dài trên 600.000 ha dọc theo biên giới với Myanmar, các khu bảo tồn này vẫn còn tương đối nguyên vẹn, là ví dụ cho gần như tất cả các loại rừng của lục địa Đông Nam Á. Đây là nhà của một mảng đa dạng của rất nhiều các loài động vật, trong đó có 77% động vật có vú lớn (đặc biệt là voi và hổ), 50% các loài chim lớn và 33% động vật có xương sống được tìm thấy trong khu vực này. | [ 37 ]            |
| Luang Prabang                                                                                | Công trình chùa chiền được xây dựng bằng đá và dát vàng, mái dốc và xếp chồng lên nhau là đặc điểm nổi bật.         | Luang Prabang, Lào · 19°53′20″B 102°8′0″Đ / 19,88889°B 102,13333°Đ                                                               | Văn hóa: (ii), (iv), (v)              | —                                  | 1995          | Luang Prabang là một ví dụ nổi bật của sự hợp nhất giữa kiến trúc truyền thống và cấu trúc đô thị của Lào chịu ảnh hưởng bởi thực dân châu Âu trong thế kỷ 19 và 20. Độc đáo, đáng kể và được bảo quản tốt, nó minh họa cho một giai đoạn quan trọng trong sự pha trộn của hai truyền thống văn hóa riêng biệt. | [ 38 ]            |
| Di sản rừng mưa nhiệt đới ở Sumatra†                                                         | | Sumatra, Indonesia · 2°30′N 101°30′Đ / 2,5°N 101,5°Đ                                                                             | Thiên nhiên: (vii), (ix), (x)         | 2.595.124 (6.412.690)              | 2004          | 2,5 triệu ha diện tích các khu rừng thuộc di sản rừng mưa nhiệt Sumatra bao gồm ba vườn quốc gia: Vườn quốc gia Gunung Leuser, Vườn quốc gia Kerinci Seblat và Vườn quốc gia Bukit Barisan Selatan. Đây là những khu vực có tiềm năng lớn nhất cho việc bảo tồn lâu dài các loài sinh vật đa dạng đặc biệt của Sumatra, trong đó có nhiều loài đang bị đe dọa. Các khu bảo tồn ước tính có khoảng 10.000 loài thực vật, trong đó có 17 chi đặc hữu, hơn 200 loài động vật có vú và 580 loài chim, trong đó 465 là loài đang cư trú và 21 là loài đặc hữu. Trong số các loài động vật có vú, 22 loài là loài châu Á, không tìm thấy ở bất cứ nơi khác trong quần đảo và 15 loài chỉ tìm thấy ở các khu vực của Indonesia, bao gồm cả loài đặc hữu đười ươi Sumatra. Các khu bảo tồn này cũng cung cấp bằng chứng địa sinh học của sự tiến hóa của hòn đảo. Năm 2011, di sản này đã bị liệt kê vào Danh sách di sản thế giới bị đe dọa do nạn săn bắn, khai thác gỗ bất hợp pháp, lấn chiếm làm đất nông nghiệp, và kế hoạch xây dựng đường giao thông của chính phủ. | [ 39 ] [ 40 ]     |
| Công viên biển Rạn san hô Tubbataha                                                          | Cá mập tại công viên.                                                                                               | Cagayancillo, Palawan, Philippines · 8°57′12″B 119°52′3″Đ / 8,95333°B 119,8675°Đ                                                 | Thiên nhiên: (vii), (ix), (x)         | 130.028 (321.310)                  | 1993          | Công viên biển Rạn san hô Tubbataha có diện tích 130.028 ha. Nó là một ví dụ độc đáo của một rạn san hô đảo với mật độ rất cao của các loài sinh vật biển; Phía Bắc của rạn san hô phục vụ như là một địa điểm làm tổ cho các loài chim và rùa biển. Di sản này là một ví dụ tuyệt vời của một rạn san hô còn nguyên sơ với những bức tường san hô ngoạn mục cao tới 100 mét, các đầm rộng lớn và hai hòn đảo san hô. Nó cũng là một trong những địa điểm lặn nổi tiếng thế giới. | [ 41 ] [ 42 ]     |
| Vườn quốc gia Ujung Kulon                                                                    | Đất đá trong một khu rừng nhiệt đới.                                                                                | Banten và Lampung, Indonesia · 6°45′N 105°20′Đ / 6,75°N 105,333°Đ                                                                | Thiên nhiên: (vii), (x)               | 78.525 (194.040)                   | 1991          | Vườn quốc gia này nằm ở mũi cực phía tây nam của đảo Java, bao gồm bán đảo Ujung Kulon và một số hải đảo lân cận, bao gồm cả khu bảo tồn thiên nhiên núi lửa Krakatoa. Ngoài vẻ đẹp tự nhiên và địa chất - đặc biệt đối với các nghiên cứu núi lửa - Ujung Kulon là nơi còn lại khu vực diện tích rừng nhiệt đới vùng đất thấp lớn nhất ở đồng bằng Java. Một số loài động thực vật bị đe dọa có thể được tìm thấy, nổi bật nhất phải kể đến loài Tê giác Java, đây chính là "thành lũy" cuối cùng của chúng. | [ 43 ]            |
| Wat Phou và khu định cư văn hóa cổ của tỉnh Champasak                                        | Đống đổ nát của tòa nhà bằng đá trong một cảnh quan núi non xanh tươi.                                              | Champasak, Lào · 14°50′54″B 105°49′20″Đ / 14,84833°B 105,82222°Đ                                                                 | Văn hóa: (iii), (iv), (vi)            | 39.000 (96.000)                    | 2001          | Cảnh quan văn hóa tỉnh Champasak, bao gồm tổ hợp đền đài Wat Phou, là một cảnh quan được bảo quản tốt, có niên đại hơn 1.000 năm tuổi. Nó được xây dựng để thể hiện tầm nhìn về đạo Hindu, mối quan hệ giữa thiên nhiên và con người, sử dụng một trục từ núi đến bờ sông để tạo ra một mô hình hình học của ngôi đền, đền thờ. Hai khu định cư trên bờ sông Mê Kông cũng là một phần của di sản này, cũng như núi Phou Kao. Toàn bộ, chúng đại diện cho một sự phát triển các giai đoạn lịch sử khác nhau, từ thế kỷ thứ 5 đến 15, nhưng chủ yếu là liên quan đến Đế quốc Khmer. | [ 44 ]            |
| Quần thể danh thắng Tràng An                                                                 | Hoa Lư]] | Ninh Bình, Việt Nam · 20°15′24″B 105°53′47″Đ / 20,25667°B 105,89639°Đ                                                            | Hỗn hợp: (v), (vii), (viii)           |                                    | 2014          | Quần thể danh thắng Tràng An được ghi là di sản hỗn hợp đầu tiên tại Việt Nam nói riêng và khu vực Đông Nam Á nói chung. Nằm tại phía Nam của vùng đồng bằng sông Hồng, Tràng An là một cảnh quan ngoạn mục với các đỉnh núi đá vôi với thung lũng hẹp, một số trong đó bị ngập nước, và được bao quanh bởi các vách đá dốc, gần như dựng đứng. Thăm dò một số hang động rải rác tại đây đã hé lộ về các dấu vết khảo cổ học của hoạt động con người có niên đại khoảng 30 000 năm, minh họa cho sự truyền thống định cư tại các dãy núi của người Việt cổ với các hoạt động săn bắn hái lượm và thích nghi với sự biến đổi khí hậu. Ngoài ra, quần thể còn bao gồm Hoa Lư, cố đô của Việt Nam trong thế kỷ 10 và 11, cũng như các đền, chùa, địa điểm linh thiêng, làng mạc, ruộng đồng. | [ 6 ]             |
| Các thị quốc Pyu                                                                             | Chùa Phật giáo Bawbawgyi tại Sri Ksetra                                                                             | Mandalay, Magway, Bago, Myanmar · 22°28′12″B 95°49′7″Đ / 22,47°B 95,81861°Đ                                                      | Văn hóa: (ii), (iii), (iv)            |                                    | 2014          | Các thị quốc Pyu cổ bao gồm phần còn lại của thành phố gạch, tường và hào bao quanh của Halin, Beikthano và Sri Ksetra nằm trong cảnh quan tưới tiêu rộng lớn của lưu vực sông Ayeyarwady (Irrawaddy). Các thành phố phản ánh về sự phát triển nở rộ của vương quốc Pyu trong hơn 1.000 năm, từ năm 200 TCN tới năm 900. Ba thành phố được khai quật một phần địa điểm khảo cổ cùng với các thành trì, cung điện, bãi chôn lấp và các địa điểm sản xuất công nghiệp sớm, và các tháp gạch Phật giáo, bức tường và hệ thống tưới tiêu - một số vẫn còn sử dụng đến ngày nay - thể hiện về một cơ cấu tổ chức nông nghiệp thâm canh. | [ 45 ]            |
| Khu bảo tồn động vật hoang dã Núi Hamiguitan                                                 | Núi Hamiguitan. | Đông Davao, Philippines · 6°43′1,81″B 126°10′24,35″Đ / 6,71667°B 126,16667°Đ                                                     | Thiên nhiên: (x)                      | 16.923 (41.820)                    | 2014          | Khu bảo tồn động vật hoang dã Núi Hamiguitan nằm ở tỉnh Đông Davao, thuộc đảo Mindanao, Philippines. Dãy núi chạy theo hướng Bắc-Nam dọc theo bán đảo Pujada ở phần phía đông nam của hành lang đa dạng sinh học Đông Mindanao, khu bảo tồn có độ cao dao động từ 75-1.637 m so với mực nước biển, cung cấp môi trường sống quan trọng cho một số các loài động thực vật. Tại đây có cả môi trường sống trên cạn và dưới nước ở các độ cao khác nhau, bao gồm nhiều loài bị đe dọa và động thực vật đặc hữu, tám trong số đó chỉ được tìm thấy tại núi Hamiguitan. Các loài nổi bật và cực kỳ nguy cấp phải kể đến đại bàng Philippines và vẹt mào Philippines, những con vật mang tính biểu tượng. | [ 46 ]            |
| Vườn bách thảo Singapore                                                                     | Vườn bách thảo Singapore.                                                                                           | Singapore, Singapore · 1°18′54,36″B 103°48′58,32″Đ / 1,3°B 103,8°Đ                                                               | Văn hóa: (ii), (iv)                   | 49 (120)                           | 2015          | Nằm ở trung tâm của thành phố Singapore, di sản cho thấy sự tiến hóa của một khu vườn thực vật nhiệt đới thuộc địa Anh trở thành một nơi thượng hạng trên thế giới về khoa học hiện đại cho cả việc bảo tồn lẫn giáo dục. Cảnh quan văn hóa bao gồm nhiều tính năng phong phú đi kèm các yếu tố lịch sử, các loài thực vật được trồng cùng các tòa nhà là minh chứng cho sự phát triển của khu vườn từ những sự sáng tạo vào năm 1859. Nó đã được một trung tâm quan trọng cho khoa học, nghiên cứu và bảo tồn thực vật, đặc biệt là trong mối liên hệ với việc phát triển các đồn điền cao su trong khu vực Đông Nam Á từ năm 1875. Đây cũng là vườn thực vật duy nhất trên thế giới mở cửa từ 5 giờ sáng tới 12 giờ đêm mỗi ngày, là di sản thế giới đầu tiên được công nhận ở Singapore và cũng là một trong ba vườn thực vật trên thế giới có được danh hiệu này. | [ 47 ] [ 48 ]     |